# Zorivka (Hojulî), Poltava
Zorivka (în ucraineană Зорівка) este un sat în comuna Hojulî din raionul Poltava, regiunea Poltava, Ucraina.

## Demografie
Componența lingvistică a localității Zorivka
     Ucraineană (92,48%)
     Rusă (7,52%)
Conform recensământului din 2001, majoritatea populației localității Zorivka era vorbitoare de ucraineană (92,48%), existând în minoritate și vorbitori de rusă (7,52%).